# Коэльо, Элзо Алоизио
Элзо Алоизио Коэльо (порт. Elzo Aloísio Coelho; род. 22 января 1961, Машаду, Минас-Жерайс), более известный как Элзо — бразильский футболист, выступавший на позиции опорного полузащитника.

## Клубная карьера
Во профессиональном футболе дебютировал в 1978 выступлениями за «Гиназио Пиньяленсе», в котором провел три сезона.
Впоследствии с 1981 по 1982 года играл в составе команд «Интернасьонал Лимейра» и «Ампару Атлетико».
Своей игрой за последнюю команду привлек внимание представителей тренерского штаба клуба «Интернасьонал», в состав которого присоединился в 1982 году. Отыграл за команду из Порту-Алегри следующие два сезона своей игровой карьеры.
В 1984 заключил контракт с клубом «Атлетико Минейро», в составе которого провел следующие три года своей карьеры.
С 1987 года два сезона защищал цвета португальского клуба «Бенфика». За это время завоевал титул чемпиона Португалии. В 1988 году дошел с командой до финала Кубка европейских чемпионов, в котором португальцы лишь в серии послематчевых пенальти проиграли нидерландскому ПСВ. Сам Элзо пробивал пенальти первым среди игроков португальского клуба и свой удар реализовал.
Вернувшись в 1989 году на родину, в течение двух сезонов защищал цвета Палмейраса, а после чего играл за «Катуэнсе» и «Калденсе», где за последнюю в 1993 году завершил карьеру.

## Карьера за сборную
В течение 1986 года провел 11 официальных матчей в составе национальной сборной Бразилии, в частности выходил на поле во всех пяти играх своей сборной на чемпионате мира в Мексике. Позже в ряды главной команды страны не привлекался.

## Достижения

### «Интернасьонал»
- Чемпион Лиги Гаушу: 1982, 1983, 1984

### «Атлетико Минейро»
- Чемпион Лиги Минейро: 1985, 1986

### «Бенфика»
- Чемпион Португалии: 1988/89